# Sérine hydroxyméthyltransférase
La sérine hydroxyméthyltransférase (SHMT) est une transférase qui catalyse la réaction :
5,10-méthylènetétrahydrofolate + glycine + H2O  {\displaystyle \rightleftharpoons }  tétrahydrofolate + L-sérine.
Cette enzyme joue un rôle important dans les voies métaboliques des composés à un seul atome de carbone en catalysant la conversion simultanée et réversible de la L-sérine en glycine et du tétrahydrofolate en 5,10-méthylènetétrahydrofolate. Cette réaction fournit la plus grande partie des unités monocarbonées pour les biosynthèses de la cellule.
Des bactéries telles qu’Escherichia coli et Bacillus stearothermophilus possèdent leur propre version de cette enzyme et il apparaît y avoir deux isoformes de sérine hydroxyméthyltransférase chez les mammifères, l'une dans le cytoplasme (cSHMT) et l'autre dans les mitochondries (mSHMT). Les plantes posséderaient également une isoforme particulière dans les chloroplastes.
Chez les mammifères, l'enzyme est un tétramère de sous-unités identiques d'environ 50 kDa chacune. L'holoenzyme a par conséquent une masse moléculaire d'environ 200 kDa et incorpore quatre molécules de phosphate de pyridoxal (vitamine B6) comme coenzyme.